# Совичиле
Совичиле (итал. Sovicille) је насеље у Италији у округу Сијена, региону Тоскана.
Према процени из 2011. у насељу је живело 1100 становника. Насеље се налази на надморској висини од 262 м.

## Становништво
Према резултатима пописа становништва 2011. у општини је живело 9.935 становника.
| 1931. | 1936. | 1951. | 1961. | 1971. | 1981. | 1991. | 2001. | 2011. |
| ----- | ----- | ----- | ----- | ----- | ----- | ----- | ----- | ----- |
| 8.306 | 8.092 | 7.671 | 6.498 | 5.364 | 6.767 | 7.640 | 8.366 | 9.935 |

## Партнерски градови
- Фајтсброн